# San José de Pare (kommun)
San José de Pare är en kommun i Colombia.   Den ligger i departementet Boyacá, i den centrala delen av landet, 160 km norr om huvudstaden Bogotá. Antalet invånare är 5 719.